# Assedio di Iwaya
L'assedio di Iwaya (岩屋城の戦い?, Iwayajō no tatakai) avvenne nel 1586 quando un esercito del clan Shimazu mise sotto assedio il castello di Iwaya, che era governato da Takahashi Shigetane, servitore del clan Ōtomo.

## L'assedio[1]
Con la sconfitta del clan Ryūzōji nella battaglia di Okitanawate nel 1584, gli Shimazu concentrarono i loro sforzi iniziando la loro invasione dei territori dell'ultimo clan indipendente nel nord del Kyūshū, ossia gli Ōtomo. Il castello di Iwaya si trovava a Daizaifu, nel sud della provincia di Chikuzen, ed era controllato da uno dei generali più importanti degli Ōtomo, Takahashi Shigetane (noto anche come Jōun) e da suo figlio Muneshige, con una forza di circa 760 uomini. Shigetane respinse le richieste degli Shimazu per la loro resa, credendo che i rinforzi di Toyotomi Hideyoshi e del clan Mōri fossero arrivati in tempo.
Gli Shimazu chiesero la resa il 12 luglio 1586, ma Shigetane rifiutò. Il 14 luglio venne scagliato il primo attacco al castello di Iwaya da parte degli Shimazu. Tuttavia l'attacco era composto da samurai servitori di nuovi clan che si erano uniti da poco agli Shimazu, ai quali mancava spirito combattivo. Le forze Shimazu infatti continuarono a essere respinte ed ebbero numerose perdite. Gli Shimazu cercarono nuovamente di proporre una resa che venne nuovamente rifiutata.
Tadanaga a questo punto guidò lui stesso un attacco e il 27 luglio lanciarono un assalto con tutte le forze. Dopo un gran numero di perdite riuscirono a entrare nella fortezza e quando gli ultimi uomini si rinchiusero in un'ala del castello, Shigetane salì su una torre e commise seppuku. Tutta la guarnigione del castello morì quel giorno. Shigetane riuscì a mettere in salvo il figlio Muneshige.
Tuttavia gli Shimazu persero un gran numero di ufficiali e di uomini durante l'assedio ed ebbero bisogno di tempo per la riorganizzazione dell'esercito. Questo causò il ritardo dell'invasione della provincia di Bungo; Hideyoshi sarebbe infatti arrivato l'anno seguente dando il via alla campagna di Kyūshū.